# 朴志暎
朴 志暎（パク・チヨン、朝: 박 지영 、英: Park Ji-Young、 1971年6月6日- ）は、韓国の柔道選手。階級は66kg級。朴志英とも表記される。

## 人物
ソウル体育中、ソウル体育高、龍仁大学校柔道学科出身。
1988年のアジア選手権66kg級で2位になると、地元で開催された。1988年ソウルオリンピック(公開競技)では銅メダルを獲得した。1990年のアジア大会では3位になった。1991年の世界選手権では5位だった。1992年バルセロナオリンピックには国内のライバルである曹敏仙に競い勝って出場したものの初戦で敗れた。
引退後は警察官となった。

## 主な戦績
- 1988年 - アジア選手権　2位
- 1988年 - ソウルオリンピック　3位
- 1990年 - フランス国際　3位
- 1990年 - ドイツ国際　3位
- 1990年 - アジア大会　3位
- 1991年 - 世界選手権　5位
- 1991年 - 福岡国際　3位
- 1993年 - ドイツ国際　3位
- 1993年 - 環太平洋柔道選手権大会　3位